# テリー・テルオ・カワムラ
テリー・テルオ・カワムラ（Terry Teruo Kawamura、日本名：河村 昭男〈かわむら てるお〉、1949年12月10日 - 1969年3月20日）は、アメリカ陸軍第173空挺旅団第173工兵中隊伍長。ベトナム戦争時の活躍により、名誉勲章受章者となった。

## 経歴
ハワイ州ホノルルに、中国系クォーターであるハワイ人の父と日系人の母の間に生まれる。
陸軍に入隊後、南ベトナムに派遣される。1969年3月20日に同国にあるキャンプ・ラドクリフにて、敵から投擲された爆発物に覆い被さって戦死し、付近にいた2人の戦友の命を救った。僅か19歳で命を落とし、自らを犠牲にして仲間を救った功績により名誉勲章を受章した。
死後、故郷ホノルルにあるミリラニ・メモリアルパークに埋葬された。

## 名誉勲章
カワムラが受賞した名誉勲章には下記のように記されている。
| カワムラ伍長は第173工兵中隊の一員として、自らの生命の危険を顧みない、勇敢かつ大胆不敵な行動により、課せられた以上の任務を果たし、その名を残すこととなった。敵の爆破部隊が彼の部隊の兵舎を自動火器により襲撃した際、カワムラ伍長は強烈な火炎をものともせず、武器を取りに向かった。その瞬間の激しい爆発は、屋根に穴を空け、部屋に居た者を気絶させた。カワムラ伍長は武器を手に取り、敵へ反撃しようと試みたが、別の弾薬が屋根の穴を通して、床に放り投げられたことに気が付いた。彼は2人の戦友が危険に晒され、警告を叫んでいることに気が付いたが、逃げるどころか、躊躇せずクルリと向きを変え、全力で弾薬に身を投げ出した。自身の危険を一切顧みないカワムラ伍長の行動により、2人の命が救われた。カワムラ伍長によって示された驚異的な勇気と無私無欲の精神は、軍隊の最も崇高な伝統を維持し、また、彼本人やその部隊、ひいてはアメリカ陸軍への大きな信頼をもたらすものであった。 |

## 栄典
|   | 空挺記章                                      |
|   | 名誉勲章                                      |
| V | ブロンズスターメダル                          |
|   | パープルハート章                              |
|   | 国土防衛従軍章                                |
|   | ベトナム従軍章（青銅星3個付）                 |
|   | ベトナム共和国従軍章                          |
|   | 専門射手記章（ライフルバー付）                |
|   | 大統領部隊感状                                |
|   | ベトナム共和国勇敢十字章部隊章 （椰子葉章付） |